# Modderfontein
Modderfontein is een kleine stad in de gemeente Oost-Rand in de Zuid-Afrikaanse provincie Gauteng. Het is een mijnstadje dat zijn ontstaan te danken aan de ontdekking van goud en de goudindustrie. Door het delven van goud ontstond een grote vraag naar dynamiet. De Zuid-Afrikaansche Fabrieken voor Ontplofbare Stoffen BV werd in 1894 gesticht. De bouw begon op de plaatsen Modderfontein en Klipfontein op een perceel dat 2400 ha groot was, een veiligheidszone rondom de fabriek. In 1896 werd de onderneming door president Paul Kruger geopend. De fabriek verschafte werk aan 2000 mensen. De fabriek produceerde jaarlijks 80.000 kisten met 25 kg dynamiet. Al gauw steeg de productie naar 240.000 kisten per jaar.

## De Tweede Boerenoorlog

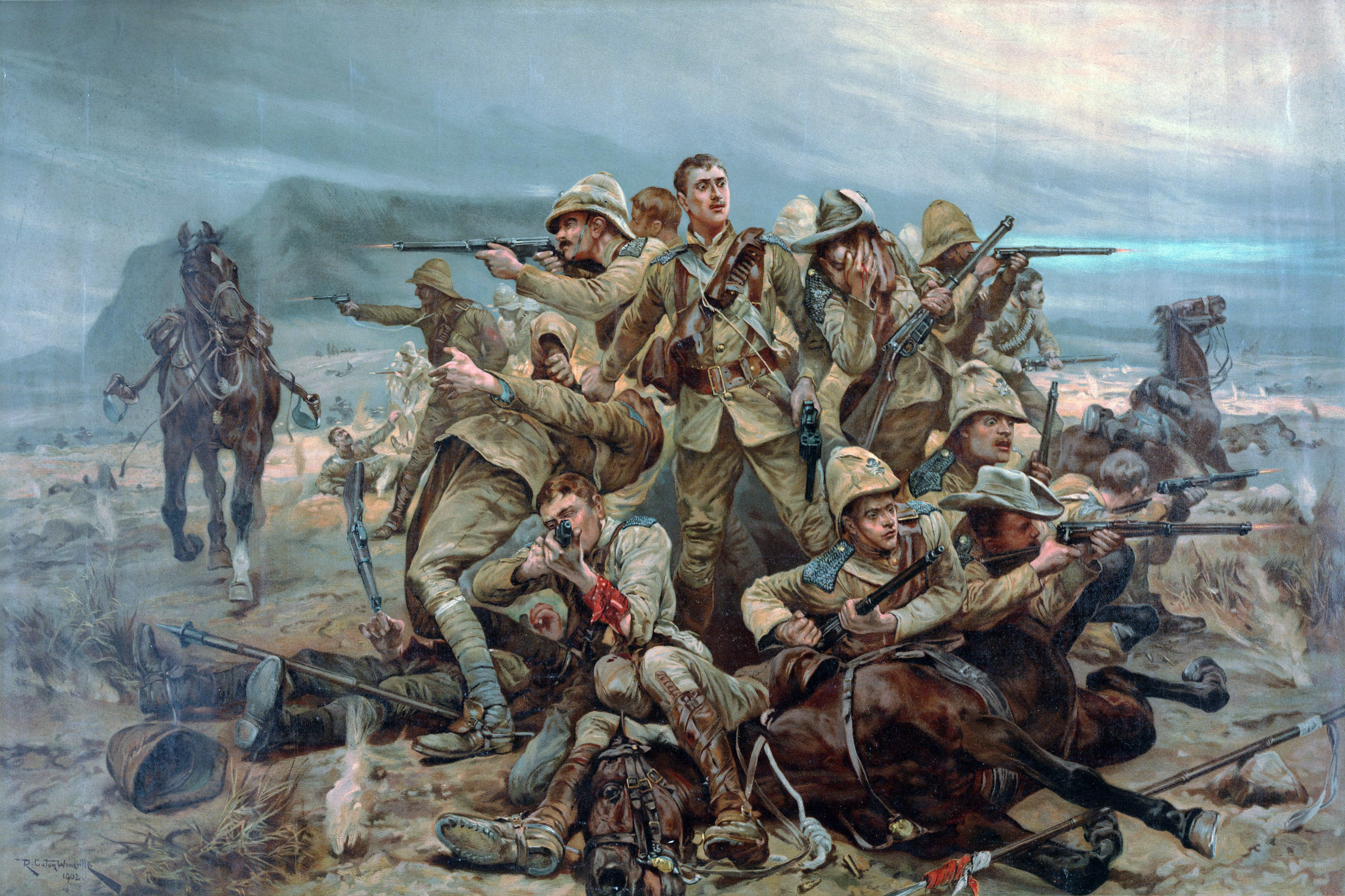
De Britse 17de Lancers tijdens de Slag bij Modderfontein, schilderij van Richard Caton Woodville (1856–1927)

Tijdens de Tweede Boerenoorlog bezette het Britse leger de onderneming. Luitenant-generaal Robert Baden-Powell maakte van de fabriek zijn hoofdkwartier. Na de oorlog kreeg de fabriek een andere naam, de Brits-Suid-Afrikaanse Plofstofmaatskappy.  In 1944 veranderde de naam in African Explosives and Chemical Industries (AECI).

### Na 1945
Tussen 1969 en 1971 werd het fabricageproces gewijzigd en daardoor werd het risico op gevaarlijke ontploffingen kleiner. De veiligheidszone rond de fabriek kon worden verkleind. Er werden meer huizen gebouwd en een strook werd ingericht als natuurgebied, het Modderfontein Conservation Park (899 ha). Later, tussen 1985 en 1990 werd het productieproces grondig veranderd en produceerde de onderneming een groot aantal andere producten zoals detonators met hightech tijdmechanismen. In 1987 kreeg het gebied de status van gemeente. Modderfontein is anno 2020 een buitenwijk in de Ekurhuleni Metropolitaanse Munisipaliteit op de grens met de metropolitaanse munisipaliteit  Johannesburg. 